# Чарнковская, София
София Чарнковская (12 марта 1660, Познань — 2 декабря 1701, Вроцлав) — мать Екатерины Опалинской, королевы Польши и Великой княгини Литовской

## Биография
Родилась 12 марта 1660 года в Познани в семье Адама Царнковского и Терезы Залеской.
4 декабря 1678 года вышла замуж за Яна Карла Опалинского, который родился в 1642 году в семье Кшиштофа Опалинского (1611—1655) — польского поэта и военачальника — и Терезы Констанции Царнковской (ум. 1660). Был польским старостой и кастеляном. Ян Карл Опалинский — польский староста и кастелян.
От брака родилось четверо детей:
- Мария (род. и ум. 1679) — скончалась после рождения;
- Екатерина (1680—1747) — супруга короля Польского и Великого герцога Литовского Станислава Лещинского, их дочь Мария стала женой Людовикa XV и королевой Франции;
- Ребенок (род. и ум. 1681);
- Станислав (род. и ум. 1682) — умер в детстве.

Скончалась от пневмонии 2 декабря 1701 года в Вроцлаве в возрасте 41 года).